# حديقة كهف الرياح الوطنية
حديقة كهف الرياح الوطنية (Wind Cave National Park) وهي حديقة وطنية أمريكية تقع على بعد 10 ميل (16 كـم) من شمال مدينة هوت سبرينغز في غرب ولاية داكوتا الجنوبية. تأسست في عام 1903 من قبل الرئيس ثيودور روزفلت، تُعتبر الحديقة الوطنية السابعة من حيث الإنشاء وأول كهف يتم تعيينه كمتنزه وطني في أي مكان في العالم. يُشتهر الكهف بتركيبته الكالسيتية المُعروفة باسم التجاويف مربعة الشكل، وكذلك صقيعية الشكل، يصل نسبة التجاويف مُربعة الشكل إلى حوالي 95% في العالم في هذا الكهف، ويُعرف الكهف بأنه أكثر أنظمة الكهوف كثافة في العالم، حيث يحتوي على أكبر حجم ممر لكل ميل مكعب. اعتبارًا من 2018 أصبح كهف الرياح واحد من أطول الكهوف في العالم (السابع) حيث يصل طوله إلى 149.01 ميل (239.81 كـم) من ممرات الكهوف المُستكشفة. كما يضم فوق سطح الأرض، أكبر حديقة طبيعية مُختلطة الأعشاب متبقية في براري الولايات المتحدة.
يُقال أن الممرات الموجودة في الحديقة «تتنفس» بينما يتحرك الهواء باستمرار داخلها أو خارجه، مما يعادل الضغط الجوي للكهف وخارجه. ونظراً للتغيرات المناخية السريعة، والمصحوبة بتغيرات بارومترية سريعة، والتي تعتبر سمة من سمات طقس غرب داكوتا الجنوبية. فإن الضغط الجوي عند العواصف ينخفض بسرعة، ويتسبب في اندفاع الهواء ذو الضغط العالي من الكهف إلى الخارج من خلال الفتحات المُتاحة، مما يخلق الرياح التي سمي بها الكهف.

## التاريخ
كان أول اكتشاف موثق للكهف من قبل الأمريكيين في عام 1881، عندما سمع الأخوان توم وجيسي بينغهام هبوب الرياح من حفرة تصل إلى 10 بوصات (25 سم) في 14 بوصة (36 سم) في الأرض. وفقًا للقصة، عندما نظر توم إلى الحفرة، نسفت «الرياح» (هواء الكهف الخارج) قبعته عن رأسه. من عام 1881 إلى عام 1889، غامر عدد قليل من الناس بعيدًا في كهف الرياح. ثم في عام 1889، استأجرت شركة داكوتا الجنوبية للتعدين جيسي دي ماكدونالد للإشراف على مطالبتها بالتعدين في موقع الكهف. ربما كانت شركة داكوتا الجنوبية للتعدين تأمل في العثور على معادن ثمينة، أو ربما كان لديها تطوير تجاري للكهف في الاعتبار منذ البداية. لم يتم العثور على رواسب معدنية قيمة، وبدأت عائلة ماكدونالد في تطوير الكهف للسياحة. في البداية، استأجر جيسي ابنه ألفين (16 عامًا في عام 1890)، وبدءًا من عام 1891، استعان بشقيق ألفين إلمر لاستكشاف الكهف والمساعدة في تطويره. وقع ألفين في حب الكهف واحتفظ بمذكرات عن الكهف. من بين الآخرين الذين عملوا في كهف الرياح وساعدوا في استكشافه بين عامي 1890 و 1903 كاتي ستابلر، وإيما ماكدونالد (زوجة إلمر)، وإنيز ماكدونالد (ابنة إيما وإلمر)، وتومي ماكدونالد (شقيق إلمر وألفين).
بحلول فبراير 1892 ، كان الكهف مفتوحًا للزوار؛  كانت رسوم الجولة القياسية على ما يبدو 1.00 دولار (ما يعادل 30 دولارًا تقريبًا في عام 2021). استكشف السياح الكهف على ضوء الشموع في الجولات المصحوبة بمرشدين. كانت هذه الجولات المُبكرة تتطلب عملاً جسديًا وتضمنت أحيانًا الزحف عبر ممرات ضيقة.

## النباتات والحيوانات
تحمي حديقة كهف الرياح الوطنية نظامًا بيئيًا متنوعًا مع الأنواع النباتية والحيوانية. تشمل الحياة البرية التي تسكن هذه الحديقة حيوانات الراكون، الإلكة، البيسون، القيوط، الظربان الأمريكي، الغرير، القاقوم، ابن مقرض أسود الأقدام، الكوجر، الوشق أحمر، الثعالب الحمراء، المنك، الظبي الأمريكي وكلاب المروج. يعد قطيع البيسون في كهف الرياح واحدًا من أربع قطعان فقط حرة التجوال ونقية وراثيًا في الأراضي العامة في أمريكا الشمالية. القطعان الثلاثة الأخرى هي قطيع البيسون في يلوستون بارك، وقطيع بيسون هنري ماونتينز في يوتا، وفي جزيرة إلك في ألبرتا ، كندا. قطيع البيسون في كهف الرياح خالي من مرض البروسيلات في الوقت الحالي.

## البنية التحتية
تمر عدة طرق عبر المُنتزه وهناك 30 ميلاً (48 كم) من مسارات المشي لمسافات طويلة على السطح، استقبلت الحديقة ما يقدر بنحو 656,397 زائرًا في عام 2018، وقام أكثر من 109,000 شخص بجولة في الكهف نفسه في عام 2015 ، وهو أكبر عدد منذ عام 1968 قبل أن تقتصر جولات الكهف على 40 شخصًا لكل منهم. يضم مركز زوار كهف الرياح ثلاث غرف عرض حول جيولوجيا الكهوف وتاريخ الكهوف المبكر والحياة البرية والتاريخ الطبيعي للمنتزه بالإضافة إلى سلك خدمة مدني في المُتنزه. يقع مخيم جبل إلك في غابة صنوبر بونديروسا، على بعد حوالي 1.25 ميل (2.0 كم) من مركز الزوار، ويحتوي المخيم على 75 موقعًا للخيام والمركبات الترفيهية، وهو مفتوح على مدار العام مع برامج لإشعال النار في المُخيم يُقدّم في الصيف وخدمات محدودة متاحة في الشتاء.

## المعرض

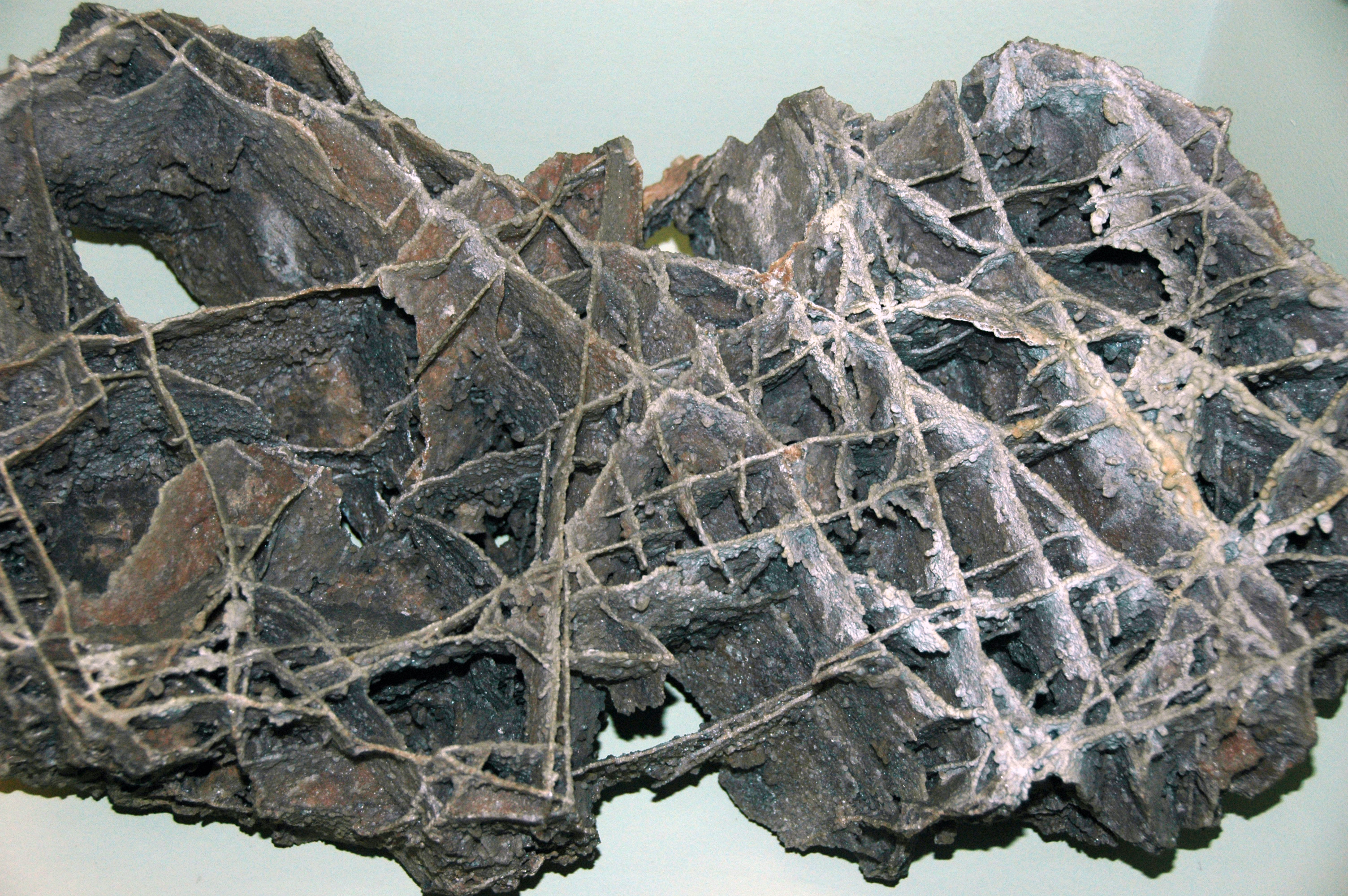
الكالسيت من الكهف ؛ في المتحف الميداني للتاريخ الطبيعي ، شيكاغو
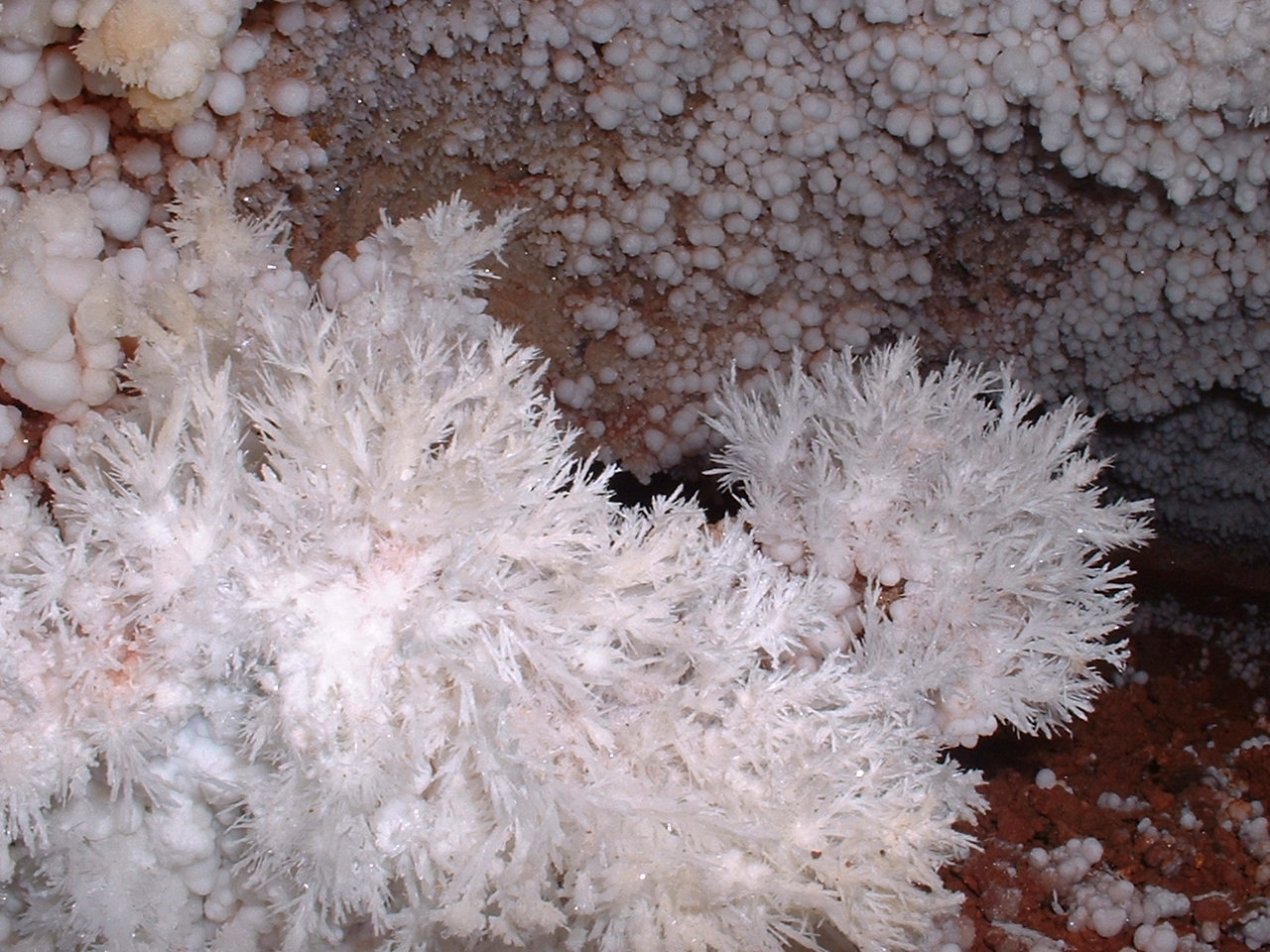
تشكيلات الصقيع والفشار
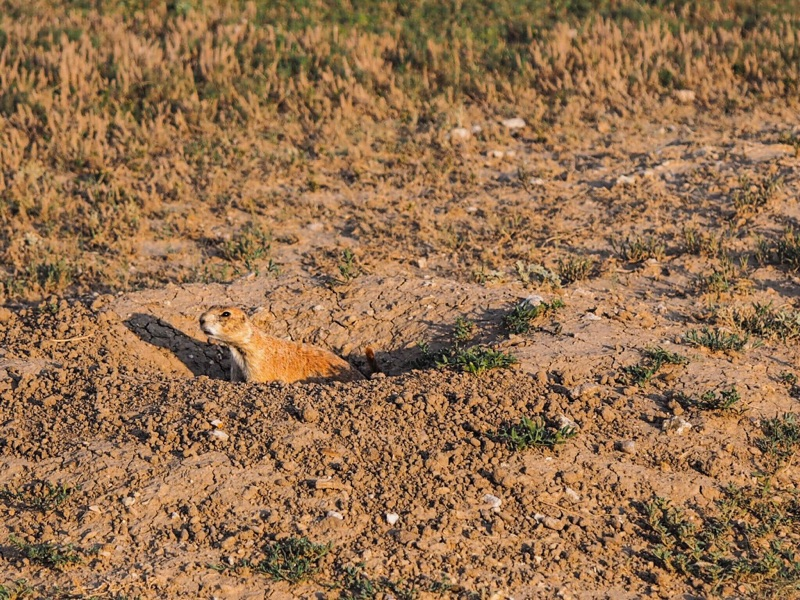
كلب البراري جزء من مستعمرة واسعة في الحديقة
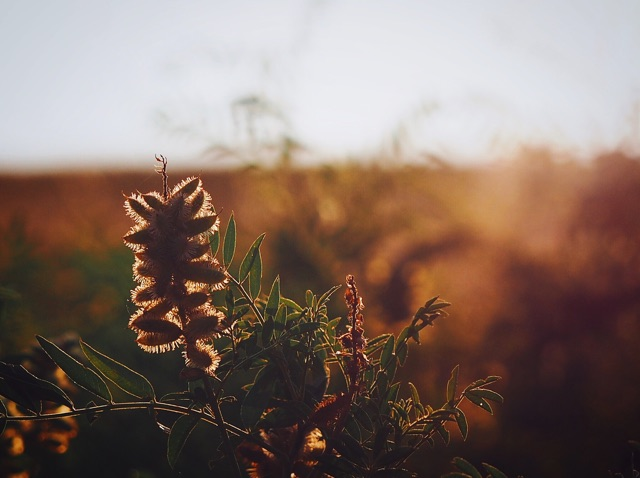
نباتات البراري

## أًنظر أيضاً
- حديقة كهوف كارلسباد الوطنية
- متنزه غريت باسين الوطني
- قائمة أطول كهوف العالم
- متنزه يلوستون الوطني
- كهف الماموث
- كهف كافيغليوني

## روابط خارجية
- الموقع الرسمي
 خدمة الحديقة الوطنية